# 沃洛基蒂內
51°27′28″N 33°48′37″E / 51.45778°N 33.81028°E
沃洛基蒂內（烏克蘭語：Волокитине）是位於烏克蘭東北部的村莊，由蘇梅州科諾托普區的普蒂夫利市鎮負責管轄。該村處於埃斯曼河右岸，分別距離謝爾比尼夫卡1公里和科切爾吉2公里，海拔高度158米，2001年人口515。